# Corral d'en Capdet (Sant Pere de Ribes)
El Corral d'en Capdet és una obra de Sant Pere de Ribes (Garraf) protegida com a Bé Cultural d'Interès Local.

## Descripció
Masia situada al nord del nucli de Ribes. És un edifici aïllat de planta rectangular i quatre crugies. Consta de planta baixa i pis i té la coberta a dues vessants amb el carener paral·lel a la façana. El portal d'accés és d'arc de mig punt adovellat i es troba descentrat en el frontis. A la planta baixa hi ha tres finestres d'arc pla arrebossat, mentre que al pis n'hi ha quatre de les mateixes característiques, dues de les quals tenen sortida a un balcó de baranes forjades. En aquest nivell també hi ha un òcul i un rellotge de sol, el darrer centrat en el frontis i datat de l'any 1887. A la resta de façanes hi ha poques obertures, totes d'arc pla arrebossat. Davant la façana principal i a ponent hi ha dos cossos annexos d'un sol nivell d'alçat. L'acabat exterior és arrebossat i pintat de color blanc i, allà on està deteriorat, s'observa el parament de pedra irregular lligada amb fang. El ràfec està acabat amb una imbricació de rajols i teules ceràmiques. A pocs metres en direcció mestral hi ha el corral, format per un cos obert amb pòrtics d'arc de mig punt tancat amb un baluard.

## Història
Algunes fonts indiquen que al Corral d'en Capdet hi va viure Bartomeu Capdet, que va fundar el primer hospital de Ribes, a la casa de Can Llop Sanç, on actualment hi ha la Casa de la Vila. Un fill o net seu va ser Josep Capdet del Corral, guerriller destacat de la Guerra del Francès. Segons consta en el llibre d'"apeo" (o fitació) de l'any 1847, la masia pertanyia a la vídua de Christóbal Jacas, fins que l'any 1851 la va comprar Francisco Bofill, de Vilanova.